# أنيليمة ثنائية البذور
أنيليمة ثنائية البذور (الاسم العلمي: Aneilema dispermum) هي نوع من النباتات تتبع جنس الأنيليمة من الفصيلة الوعلانية.